# Helvécia

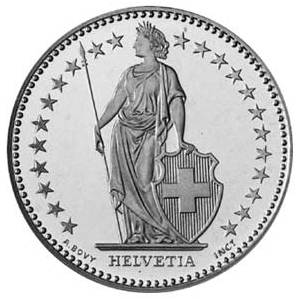

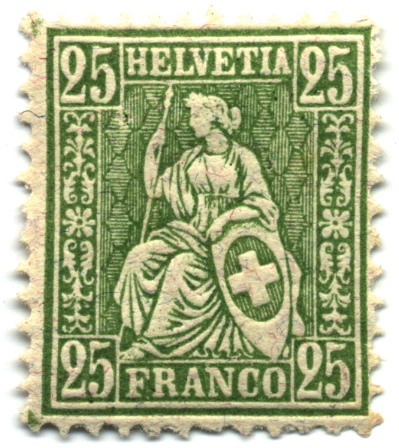
Representação antropomórfica da Helvécia num selo de 25 cêntimos suíço de 1881.

Helvécia (em latim: Helvetia) é o nome dado pelos antigos romanos à região da Europa Central, e também a personificação nacional feminina da Suíça, que provém do nome da tribo dos helvécios, localizado mais precisamente no planalto situado entre os Alpes suíços e a cordilheira do Jura.  A Helvécia correspondia aproximadamente à parte ocidental da Suíça atual, e o nome Helvécia, oriundo de uma derivação neolatina.  Ainda é usado de forma poética para se referir ao país.
No século I a.C. uma tribo celta conhecida pelos romanos como helvécios (Helvetii) migrou do sul da atual Alemanha para a região da Suíça. Eventualmente deslocaram-se para outros territórios e entraram em choque com os romanos, e acabaram por ser expulsos de volta à Suíça pelo exército de Júlio César, em 58 a.C.. O Império Romano fundou oficialmente a província da Helvécia em 15 a.C..
O território viveu em paz e prosperou por muitos anos, até que em 260 d.C. os povos germânicos cruzaram as fronteiras, forçando os romanos a recuarem. A Helvécia passou para o domínio dos francos e outros povos germânicos até a fundação da Confederação Suíça, em 1 de agosto de 1291.
A Suíça continua a usar o nome, em sua forma latina, Helvetia, sempre que é inconveniente ou pouco apropriado o uso de uma ou de todas as quatro línguas oficiais do país. Assim, o nome aparece, por exemplo, em selos, moedas; o nome completo, Confœderatio Helvetica ("Confederação Helvética"), é abreviado para determinados usos, como placas de automóvel ou domínios de internet (.ch).
Diversas traduções do termo Helvetia ainda servem como nome para a Suíça, em idiomas como o irlandês (An Elvéis), grego (Ελβετία, transl. Elvetía) e romeno (Elveţia).

## Símbolos nacionais

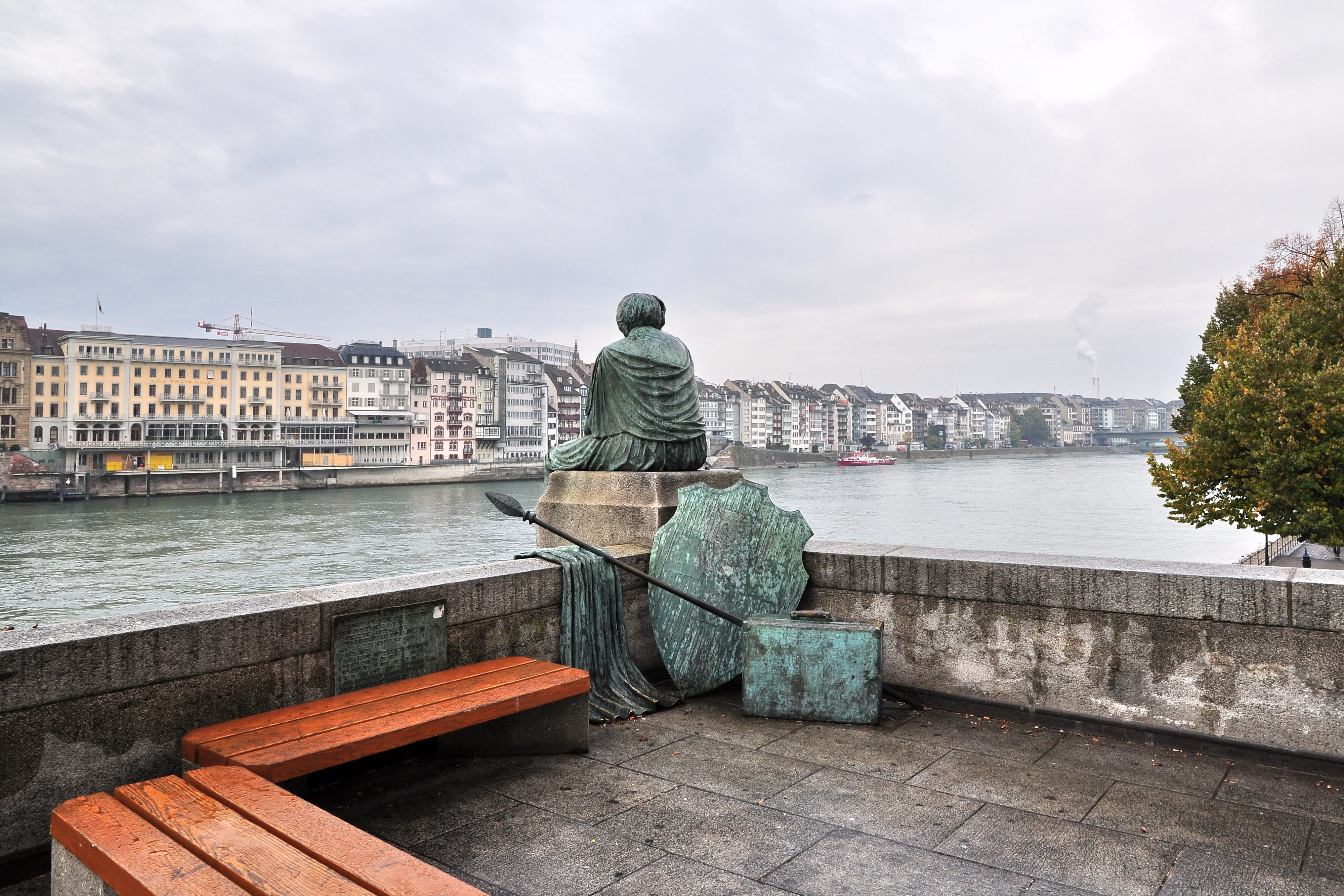
Helvetia auf Reisen ("Helvécia em viagem"), escultura de Bettina Eichin (1979-1980), instalada em Basileia, junto ao Reno.

Helvécia é a personificação da Suíça. Por vezes chamada de mãe da nação suíça, ela costuma ser retratada com o cabelo em tranças, quase sempre com uma guirlanda como símbolo da confederação, vestindo um manto e empunhando uma lança e um escudo com o brasão da bandeira suíça .